# Jesper Salén
Nils Jesper Alexander Salén, född 5 december 1978 i Lidingö församling, Stockholms län, är en svensk läkare och tidigare skådespelare.

## Biografi
Jesper Salén filmdebuterade som tonåring år 1993 i Åke Sandgrens filmatisering av Kådisbellan. Han fick uppmärksamhet för rollen som Jonas i såpoperan Vita lögner. Han medverkade därefter bland annat i långfilmen Ondskan i rollen som Gustaf Dahlén.
Efter inspelningen av Strandvaskaren och Om Stig Petrés hemlighet 2004 började Salén skola om sig till läkare. Trots det har han medverkat som röstskådespelare i svensk dubbning av Berättelsen om Narnia som Herr Caspian och av Det regnar köttbullar som Flint Lockwood.
Han blev antagen till läkarlinjen hösten 2008 och avlade examen våren 2014.
År 2025 gav han ut boken Doktorns no bullshit-guide till hälsa.

### Familj
Salén har en dotter född år 2014 tillsammans med sin tidigare sambo Sanna Bard.

## Filmografi
- 1993 – Kådisbellan
- 1995 – Pensionat Oskar
- 1996 – Chewing Gum
- 1996 – Skuggornas hus (TV-serie)
- 1996–1997 – Skilda världar (TV-serie) (gästroll)
- 1997 – Pappas flicka (TV-serie) (gästroll)
- 1998 – Skärgårdsdoktorn (TV-serie) (gästroll)
- 1999 – En liten julsaga
- 1997–1998 – Vita lögner (TV-serie)
- 2000 – Naken
- 2001 – Festival
- 2003 – Ondskan
- 2004 – Strandvaskaren
- 2004 – Om Stig Petrés hemlighet (TV-serie)
- 2008 – Berättelsen om Narnia: Prins Caspian (röst)
- 2009 – Det regnar köttbullar (röst)
- 2010 – Berättelsen om Narnia: Kung Caspian och skeppet Gryningen (röst)
- 2013 – Det regnar köttbullar 2 (röst)